# Les Hydres d'Arès
 (décembre 2021).

Les Hydres d'Arès est une série de bande dessinée française de science-fiction écrite par Éric Corbeyran et dessinée par Alexis Sentenac. Les trois volumes de cette série dérivée du Chant des Stryges ont été publiés par Delcourt entre 2007 et 2009.

## Synopsis
Année 3455 : la planète Mars se partage entre les humains et une nouvelle race génétique, les Afridiens. Êtres mal aimés et soumis aux pires inégalités, les Afridiens se battent pour plus de liberté.
Alors que les tensions entre les deux peuples vont croissant, de monstrueuses créatures envahissent la Planète Rouge. La découverte d'un couple de touristes complètement dépecés accentue encore les peurs et les problèmes de communication.
David « Boozer » Soho, ancien flic reconverti en dépanneur agréé, et Donna Mc Spayne, diplomate et spécialiste du conflit Afridien, sont chargés de l'affaire. Ensemble, ils vont mener l'enquête pour essayer de déjouer un complot d'importance interplanétaire...

## Albums
- Les Hydres d'Arès, Delcourt, collection « Machination » :

1. L'Afridienne (2007)
2. Albor Tholus (2008)
3. Suicide Troopers (2009)